# Flûte en sol
La flûte en sol (ou flûte alto) est une flûte traversière plus grave d'un intervalle de quarte juste par rapport à la flûte traversière classique qui elle, est accordée en do.
Sa tessiture correspond à celle du violon (et donc une quinte au-dessus de l'alto) avec un ambitus de trois octaves, donc un peu moins étendu dans le suraigu que celui de ces deux instruments.
Le diamètre de la perce est plus grand que celui de la flûte traversière classique. Elle nécessite une plus grande colonne d'air (volume d'air) de la part du musicien, qui s'avère plus lente à établir.
Elle est parfois dotée d'une tête recourbée comme la flûte basse, qui sonne une octave en dessous de la flûte traversière classique. Les instrumentistes de petite taille préfèrent la version à tête recourbée, mais la version droite est plus utilisée pour des raisons acoustiques.
L'ambitus de la flûte en sol, de trois octaves, avec très exceptionnellement des notes suraiguës supplémentaires, est équivalente à celle de la flûte en do.
Son timbre diffère cependant quelque peu, sensiblement plus sonore dans le grave, chaleureux, en même temps un peu voilé, dans le medium, plus doux et moins strident dans l'aigu.
C'est un instrument transpositeur, les partitions étant écrites une quarte au-dessus du son émis.

## Histoire

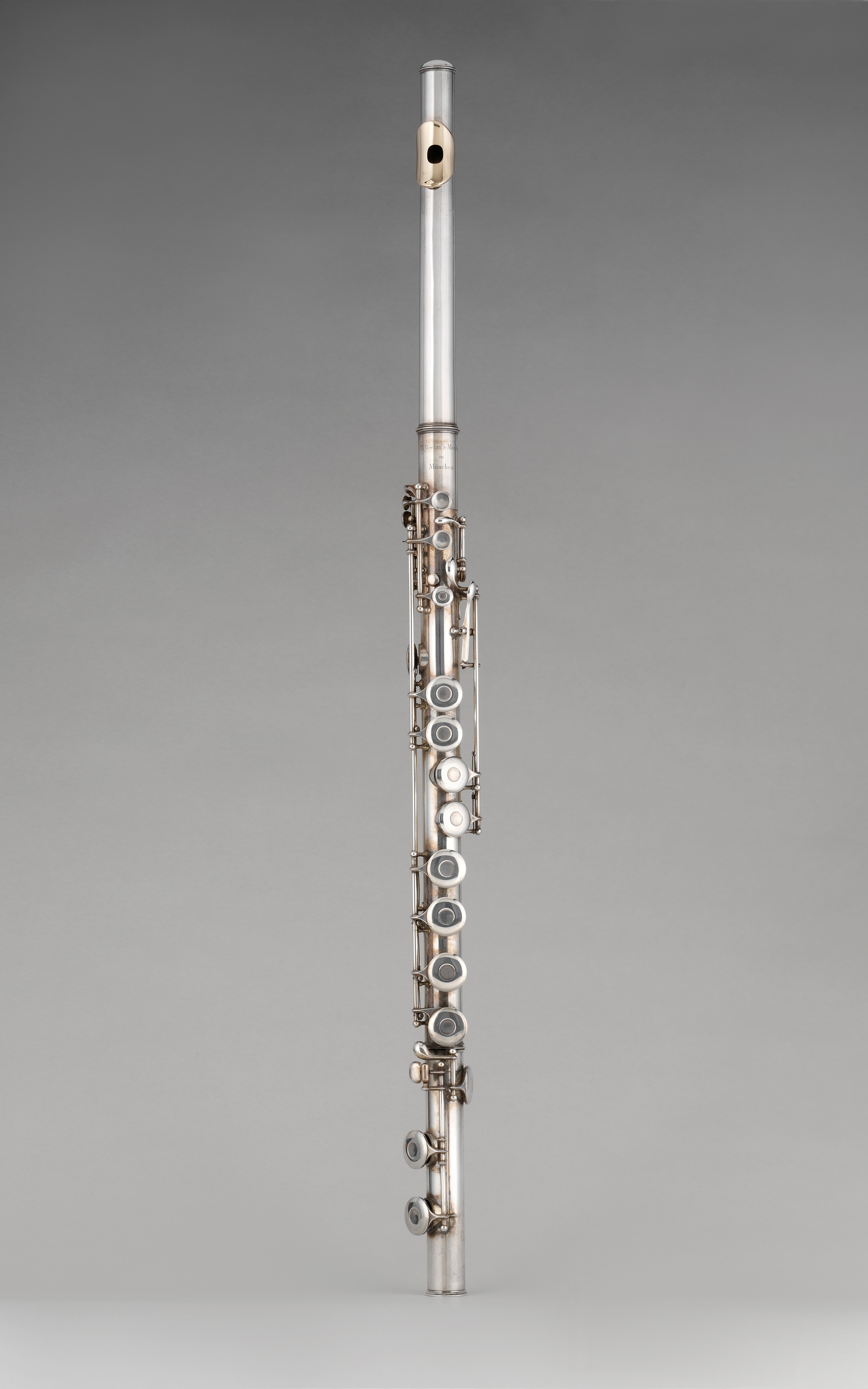
Flûte alto de Boehm & Mandler, système Boehm (ca. 1880).

Bien qu'il n'y ait pas de date exacte pour la création de la flûte alto, les grandes flûtes transverses existent depuis plusieurs centaines d'années. Parmi les problèmes liés à la conception des premières flûtes alto, citons la grande longueur du tube, les doigtés en fourche gênants, l'intonation incohérente, les diamètres des trous d'harmonie trop larges et la longueur du bras à étendre pour atteindre les trous de doigts, en particulier pour la main gauche. Les plus grandes innovations apportées à la flûte alto ont été développées par Theobald Boehm dans les années 1850, lorsqu'il a créé la flûte alto en sol, dont on dit qu'elle était sa flûte préférée. Certaines recherches montrent que cela s'est produit au milieu des années 1850, vers 1854-1855, alors qu'il avait 60 ans. La création de cette flûte alto avait pour but de débarrasser les autres grandes flûtes du registre grave de leurs problèmes actuels. La nouvelle flûte conçue par Boehm a été dotée d'un système de clétage rationnel qui a été créé afin de réduire l'espacement des doigts. De nouveaux changements ont également été apportés à la taille de la perce de la flûte afin de soutenir le registre grave en tonalité de sol. En plus de la largeur de la perce, l'emplacement et la taille des clés ont été modifiés pour s'adapter à la nouvelle perce plus large.
Parmi les premiers facteurs de flûtes alto à la fin du XIXe siècle, on compte Rudall Carte & Co (en) à Londres en 1891, qui a repris de nombreuses idées et ajustements de Boehm pour créer leur modèle.

### Confusion avec l'appelation flûte basse
La musique britannique qui utilise cet instrument le désigne souvent comme une « flûte basse », ce qui peut prêter à confusion puisqu'il existe un instrument distinct connu sous ce nom sonnant à l'octave inférieure de la flûte traversière en ut. Cette confusion provient du fait que la flûte moderne en do se situe dans le même registre que la flûte ténor de la Renaissance ; un instrument plus grave serait donc appelé basse.

## Conception et facture
Comme les autres flûtes traversières, la flûte alto est constituée de trois parties principales : la tête, le corps et la patte d'ut. Ces éléments comprennent un trou d'embouchure, des trous d'harmonie, des clés et le mécanisme qui actionne les clés. La tête avec l'embouchure peut être droite ou incurvée ; les têtes incurvées sont souvent fabriquées en deux parties. La tête droite est plus facile à accorder dans le registre aigu en raison de sa forme conique, ce qui n'est pas possible avec une tête courbe. Cependant, la tête courbe pourrait être une meilleure option pour les flûtistes qui ont de plus petits bras et/ou de plus petites mains ; elle est souvent préférée par les musiciens de petite taille parce qu'elle nécessite moins d'allonger les bras, et rend l'instrument plus léger en déplaçant le centre de gravité plus près du musicien. La tête est légèrement conique (perce conique) afin d'obtenir une qualité sonore précise et comprend un trou d'embouchure. Le corps et la patte de la flûte alto sont composés de clés à trous fermés ou ouverts. La plupart des flûtes alto sont fabriquées avec des clés à trous fermés ; les flûtes alto du système Kingma sont disponibles avec des trous ouverts. Les flûtes alto à trous ouverts offrent plus de possibilités pour les techniques de jeu étendues.

### Dimension
La flûte alto ainsi que les autres flûtes graves sont construites sur une plus grande longueur que celle de la flûte traversière ; plus la flûte est longue, plus sa hauteur est basse. La flûte alto possède un diamètre d'environ 1 pouces (2,54 cm) et une longueur de 34 pouces (86,36 cm). Par rapport à la flûte traversière en ut, cela signifie que son diamètre est plus large de ¼ de pouce (0,25 pouces (0,64 cm)) et sa longueur plus longue de près de 8 pouces (20,32 cm) (ces mesures peuvent varier selon le type de tête - courbée ou droite - et selon qu'une personne mesure ou non la longueur totale de la flûte ou la longueur sonore de la flûte, qui est la longueur mesurée à partir du milieu du trou d'embouchure jusqu'à l'extrémité de la flûte). Les trous d'harmonie de la flûte alto sont légèrement plus petits que ceux de la flûte traversière moderne, par rapport à sa taille. Selon la page 26 de la thèse de l'étudiant diplômé John Edward Davis The extended alto flute : The history and development of the alto flute, with a study of modern alto flute design and its effect on extended techniques in alto flute repertoire and pedagogical materials, « the averaged and converted alto flutes show that their tone holes are relatively smaller compared to the c-flute » (les flûtes alto moyennes et converties montrent que leurs trous de tonalité sont relativement plus petits que ceux de la flûte en ut). La disposition des trous peut varier selon le facteur de la flûte.

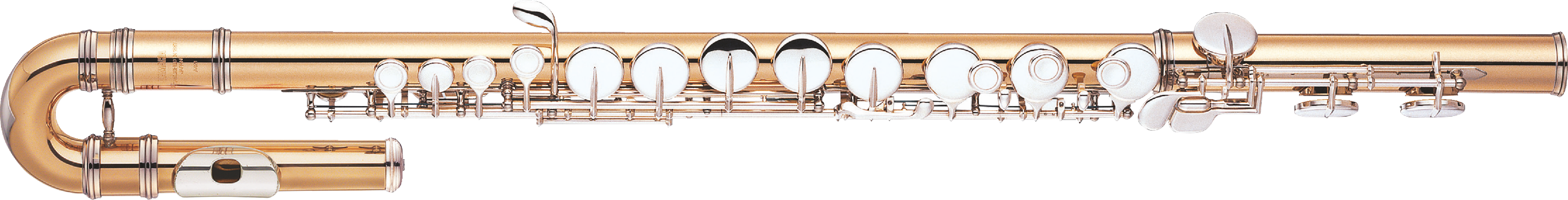
Flûte alto à tête incurvée (modèle YFL-A421U de Yamaha).

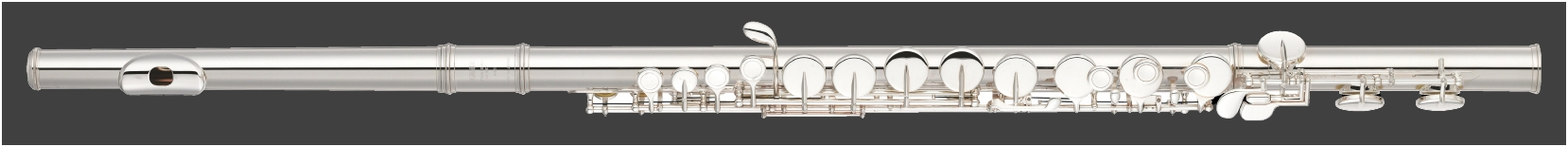
Flûte alto à tête droite (modèle YFL-A421S de Yamaha).

Le trou d'embouchure de la flûte alto est similaire à celui de la flûte en do, mais il est proportionnel à la taille de l'instrument. Le trou d'embouchure se trouve donc plus bas sur la lèvre inférieure et l'ouverture des lèvres est plus large.

## Répertoire
La flûte alto est beaucoup moins usitée que la flûte traversière en ut et même que le piccolo. Elle est surtout présente dans les ensembles de flûtes mais on en trouve des emplois dans la musique symphonique du XXe siècle chez Maurice Ravel (Daphnis et Chloé, L'Enfant et les Sortilèges), Igor Stravinsky (Le Sacre du printemps), Gustav Holst (Les Planètes), Edgard Varèse (premières mesures d'Amériques) ou, plus récemment dans les bandes originales de films, chez John Williams (Harry Potter à l'école des sorciers).
Elle a également été utilisée par Howard Shore dans la musique de la trilogie du Seigneur des anneaux et par de nombreux autres compositeurs contemporains.
Il existe également une musique écrite spécialement pour la flûte alto comprenant, entre autres, des œuvres pour flûte alto seule, pour flûte alto et piano, pour flûte alto et ensembles mixtes.
Les listes suivantes ne prétendent pas être exhaustives, mais plutôt présenter un échantillon représentatif des œuvres les plus couramment jouées et les plus connues du genre. Les listes n'incluent généralement pas les œuvres écrites à l'origine pour d'autres instruments et transcrites, adaptées ou arrangées par la suite pour la flûte alto, à moins que ces œuvres ne soient très courantes dans le répertoire, auquel cas elles sont répertoriées avec leur instrumentation d'origine.

### Flûte alto seule
- Jean-Louis Agobet: Autour (1995)
- Bruno Bartolozzi: Cantilena (1970)
- Garth Baxter: Variations on the Willow Tree
- Jonathan Bayley: Music for Pan (1982)
- Michael Csányi-Wills: Trystyng
- Charles Delaney: Variations on the 'Seeds of Love' (1989)
- Brian Ferneyhough: Sisyphus Redux (2010)
- Patrice Fouillaud: Méditation II (éditions Durand-Salabert-Eschig, 2017)
- Jon Gibson: Untitled (1974)
- Alexander Goehr: Ariel Sing (2003)
- Philippe Hersant: Cinq Miniatures (1995)
- André Jolivet: "Incantation" ... Pour que l'image devienne symbole (1937)
- Daniel Kessner: A Serene Music (2012)
- Dominique Lemaître: Still (éditions Robert Martin, 2010, (ISMN  9790560146195 ))
- Coreen Morsink: Andromache (2010)
- Patrick Nunn (en): Maqamat (2002)
- Michael Oliva (en): Les Heures Bleues (2013)
- Robert HP Platz (de): Next (2008)
- Edwin Roxburgh: The Curlew (1994)
- Guillem Ponsí: Alnilam (2020)
- Kaija Saariaho: Couleurs du vent (1998)
- Alexander Shchetynsky (en): Five Etudes (2011)
- Harvey Sollberger (en): Hara
- Karlheinz Stockhausen:
  - Susani's Echo, 3. ex Nr. 58 1⁄2 (1985)
  - Xi, 3. ex Nr. 55 (1986)
- Yoshihisa Taïra: Hiérophonie 4 pour flûte seule -1 seul exécutant : 1. Déchirant (pour petite flûte), 2. Frémissant (pour flûte normale), 3. Calme (pour flûte en sol), 4. Hésitant (pour flûte normale), 5. Méditatif (pour flûte basse) (éditions Durand, 1971)
- David Bennett Thomas: Carla (2012)
- Isang Yun:Salomo, solo pour flûte alto en sol ou flûte basse d'après la Cantate Der weisse Mann (1978)

### Flûte alto et enregistrements
- Emmanuel Nunes : Grund (1982-1983) pour flûte alto solo et huit flûtes altos et basses préenregistrées

### Flûte alto et piano
- Theobald Böhm: 
  - 3 Lieders aus dem "Schwanengesang" von Franz Schubert (ca.1850)
  - Mozart/Böhm: Rondo für Klavier, KV 511, arrangé par Böhm pour flûte alto et piano, arrangement, c. 4 min.
- Arnold Cooke: Sonatina pour flûte alto et piano (1985)
- Tom Febonio: Sonata pour flûte alto et piano
- Daniel Kessner: Simple Motion (1993)
- Melvin Lauf: Passing Thoughts
- Phyllis Louke: As The Clouds Parted
- Andrew McBirnie: The Moon by Night (2003)
- Mike Mower: Sonnets
- Arvo Pärt : Spiegel im Spiegel (éditions Universal Edition, 1978)
- Laura Pettigrew: Offertoire
- Gary Schocker (en): Sonata for a Lost Planet

### Flûte alto et guitare
- Tōru Takemitsu: Toward the Sea (en) (1981) 
  - également écrit pour flûte alto et marimba, flûte alto et harpe, ou flûte alto et harpe et orchestre à cordes

### Flûte alto et harpe
- Tôn Thât Tiêt: Niêm pour flûte en sol et harpe (1974)

### Flûte alto, piano et électronique
- John Palmer: Afterglow

### Flûte alto et cordes
- Paul Méfano: Hélios pour flute alto et trio à cordes (1998)[11]
- Wolfgang Rihm: Über die Linie VI pour flûte alto, violon et violoncelle (2004)
- François Rossé: Mod’son 6 pour flûte en sol et violoncelle (Éditions Henry Lemoine, 1985)
- Isang Yun: Trio for flute, oboe and violin pour flûte alto, hautbois et violon (1972-1973)

### Flûte alto, alto et harpe
- Dominique Lemaître: Livre d'heures pour flûte en sol, alto et harpe ( Éditions Jobert, 1991, (ISMN  9790230824217) )

### Flûte alto et autres instruments
- Richard Barrett: Inward pour flûte alto et percussion amplifiés (1994-1995)
- John Cage: Six Short Inventions pour flûte alto, clarinette, trompette, violon, deux altos et violoncelle (1934)
- Xavier Dayer: Sonnet VIII pour flûte alto, violoncelle et ensemble (2004)
- Christopher Fox (en): DaNCE pour flûte alto, clarinette, alto et violoncelle (1980)
- Bruno Giner: Schèmes pour flûte (en sol et en ut), clarinette (basse, la, mi b), guitare, violoncelle et percussion
- Dominique Lemaître: Khronos, hommage à Stephen Hawking pour guitare et six instruments : flûte (prenant la flûte en sol), clarinette, percussion, violon, alto et violoncelle (éditions musicales Rubin, 2019)
- Bruno Mantovani: Streets pour flûte alto, clarinette, basson, cor, trompette, percussions, harpe, violon, alto et violoncelle (2005)[12]
- Laurent Martin: Italiques, six pièces pour flûte alto et clarinette (1992-1996)
- Sebastian Rivas: Lineas dispersas pour flûte en sol, clarinette basse, trombone, percussions, alto, violoncelle (2008)
- Jean-Christophe Rosaz: Qi pour flûte en sol et petite percussion (2011)
- Salvatore Sciarrino: Muro d'orizzonte pour flûte en sol, hautbois et clarinette basse (1997)
- Alvin Singleton: Et Nunc pour flûte alto, clarinette basse et contrebasse (1980)
- Karlheinz Stockhausen: Quitt pour flûte alto, clarinette et trompette (1989)
- Yoshihisa Taira: Prélude bleu pour flûte en sol, harpe et basson (1978)

### Flûte alto et voix
- Luciano Berio et Stefano Gervasoni: Altra voce pour flûte alto, mezzo soprano et électronique (1999)
- Patrice Fouillaud: Le bar aux oiseaux pour voix d'alto, flûte en sol, clarinette basse, violoncelle et piano (1977)
- Philippe Hersant: Desert pour chœur d'hommes et flûte alto (2002)
- Toshio Hosokawa: Birds Fragments I pour mezzo-soprano, flûte alto et harpe (1990)
- Iradj Sahbai: Sept miniatures persanes pour soprano, flûte en sol et percussions (1997)

### Traits d'orchestre
En plus des pièces citées en introduction sur le répertoire de la flûte alto, elle est également présente dans l'opéra de Franco Alfano Cyrano de Bergerac (1936), la Suite scythe (1914-1915) de Sergueï Prokofiev et la version originale des Six pièces pour grand orchestre (version 1909) de Webern. Dmitri Chostakovitch l'a utilisée dans ses opéras Les joueurs (laissé inachevé), Lady Macbeth du district de Mtsensk (1930-1932, également connue sous le nom de Katerina Ismailova), ainsi que dans sa Symphonie no 7 (dite Leningrad, 1941). Olivier Messiaen l'a utilisé dans son unique opéra, Saint François d'Assise (1975-1979), ainsi que dans certaines de ses œuvres de concert ultérieures, telles que Des canyons aux étoiles... (1971-1974) et Éclairs sur l'Au-Delà... (1991-1994).
L'une des utilisations les plus connues de la flûte alto dans la musique du XXe siècle a été faite par Pierre Boulez dans sa pièce Le marteau sans maître pour contralto et six instrumentistes (1954). Même avant 1940, elle avait été utilisée occasionnellement à Hollywood ; les premières orchestrations de fosse de Broadway utilisant l'instrument comprennent Music in the Air (1932) et Very Warm for May (en) (1939) de Jerome Kern, toutes deux écrites par Robert Russell Bennett (les orchestrations manuscrites se trouvent dans la Jerome Kern Collection, Music Division, The Library of Congress).

## Technique de la flûte en sol
La technique de la flûte en sol est en tout point similaire à celle de la flûte traversière classique.
De la même manière que la flûte en do, la flûte en sol produit des harmoniques émises essentiellement en augmentant la pression de l'air par le mouvement des lèvres. Ces harmoniques sonnent une octave ou un douzième au-dessus de la note du doigté de base de l'octave grave pour couvrir un ambitus de trois octaves.